# Liebenthal (Kansas)
Liebenthal és una població dels Estats Units a l'estat de Kansas. Segons el cens del 2000 tenia 111 habitants.

## Demografia
Segons el cens del 2000, Liebenthal tenia 111 habitants, 48 habitatges, i 32 famílies. La densitat de població era de 357,1 habitants/km².
Dels 48 habitatges en un 22,9% hi vivien nens de menys de 18 anys, en un 52,1% hi vivien parelles casades, en un 4,2% dones solteres, i en un 33,3% no eren unitats familiars. En el 29,2% dels habitatges hi vivien persones soles el 16,7% de les quals corresponia a persones de 65 anys o més que vivien soles. El nombre mitjà de persones vivint en cada habitatge era de 2,31 i el nombre mitjà de persones que vivien en cada família era de 2,81.
Per edats la població es repartia de la següent manera: un 19,8% tenia menys de 18 anys, un 3,6% entre 18 i 24, un 31,5% entre 25 i 44, un 27% de 45 a 60 i un 18% 65 anys o més.
L'edat mediana era de 42 anys. Per cada 100 dones de 18 o més anys hi havia 111,9 homes.
La renda mediana per habitatge era de 21.875 $ i la renda mediana per família de 29.792 $. Els homes tenien una renda mediana de 26.250 $ mentre que les dones 14.375 $. La renda per capita de la població era de 14.342 $. Cap de les famílies i l'11,1% de la població estaven per davall del llindar de pobresa.

## Poblacions més properes
El següent diagrama mostra les poblacions més properes.